# Senecio michoacanus
Senecio michoacanus là một loài thực vật có hoa trong họ Cúc. Loài này được (B.L.Rob.) B.L.Turner & T.M.Barkley miêu tả khoa học đầu tiên năm 1989.